# Најагресивнији возач на Вуелта а Еспањи
Награда за најагресивнијег возача на Вуелта а Еспањи је једна од мањих награда на етапној бициклистичкој трци Вуелта а Еспањи. На Вуелти је представљена 2012. Први победник је Алберто Контадор.
На свакој етапи, судије бирају најагресивнијег возача, који добија црвени број (бели број на црвеној позадини) који носи на наредној етапи, као и у избору за најагресивнијег возача на Тур де Франсу. Награду може добити више бициклисти, а може и цели тим. На крају Вуелте, у току задње етапе, судије бирају најагресивнијег возача целе трке.

## Победници
- 2024.  Марк Солер
- 2023.  Ремко Евенепул
- 2022.  Марк Солер
- 2021.  Магнус Корт Нилсен
- 2020.  Реми Кавања
- 2019.  Мигел Анхел Лопез
- 2018.  Бауке Молема
- 2017.  Алберто Контадор
- 2016.  Алберто Контадор
- 2015.  Том Димулен
- 2014.	 Крис Фрум
- 2013.  Хавијер Арамендиа
- 2012.  Алберто Контадор

### Вишеструки победници
| Позиција | Име              | Држава  | Број победа | Године           |
| -------- | ---------------- | ------- | ----------- | ---------------- |
| 1.       | Алберто Контадор | Шпанија | 3           | 2012, 2016, 2017 |
| 2.       | Марк Солер       | Шпанија | 2           | 2012, 2022, 2024 |

### По државама
| Позиција | Држава               | Број бициклиста који су победили | Број победа |
| -------- | -------------------- | -------------------------------- | ----------- |
| 1.       | Шпанија              | 3                                | 6           |
| 2.       | Холандија            | 2                                | 2           |
| 3.       | Уједињено Краљевство | 1                                | 1           |
| 3.       | Колумбија            | 1                                | 1           |
| 3.       | Француска            | 1                                | 1           |
| 3.       | Белгија              | 1                                | 1           |
| 3.       | Данска               | 1                                | 1           |